# Castle (Fernsehserie)
Castle ist eine US-amerikanische Krimiserie, die von 9. März 2009 bis 16. Mai 2016 auf ABC lief. Sie umfasst acht Staffeln mit insgesamt 173 Folgen. Im Mai 2016 hat ABC die Serie nach acht Staffeln eingestellt.

## Inhalt
Die Serie spielt in New York City und ist benannt nach ihrer Hauptfigur, dem berühmten Krimiautor Richard (Rick) Castle. Nachdem zwei Morde exakt wie in seinen Romanen beschrieben verübt wurden, wird er von der Polizei um Hilfe bei deren Aufklärung gebeten. Castles Gegenpart ist die ermittelnde Polizistin Kate Beckett.
Nach der erfolgreichen Lösung des ersten Falles nutzt Castle seine Beziehungen zum Bürgermeister, um weiter mit Beckett und ihrem Team zusammenarbeiten zu können: Er will seine Erlebnisse für seinen nächsten Roman nutzen, wobei ihm Beckett unfreiwillig als Vorlage für seine neue Heldin „Nikki Heat“ dient. Im Laufe der Serie schreibt Castle weitere „Heat“-Bücher.
Castle wird als „Comedy-Drama“ bezeichnet, das sich von anderen Kriminalserien durch den durchgehend leichten Ton und die humorvollen Dialoge abhebt. Die ständigen verbalen Zweikämpfe zwischen Castle und Beckett – ähnlich wie bei Das Model und der Schnüffler oder Remington Steele – tragen stark zum Charme der Serie bei.

## Figuren

### Richard Castle
Richard „Rick“ Edgar Castle (geboren als Richard Alexander Rodgers) ist ein erfolgreicher Krimiautor aus New York. Viele seiner Werke erreichten die Top 10 der New-York-Times-Bestsellerliste. Er wuchs ohne einen Vater auf, ist zwei Mal geschieden und hat mit seiner ersten Frau Meredith eine Tochter namens Alexis, der er sehr nahesteht und die zu Beginn der Serie noch bei ihm wohnt. Er spielt immer wieder gerne mit Alexis Hightech-Spiele wie Laser Tag Duelle, was ihn zu einem sehr guten Pistolenschützen macht. Castle besitzt einen Waffenschein, aber in den ersten Staffeln keine eigene Waffe. Auch bei seiner Zusammenarbeit mit der Polizei trägt er nie eine Waffe, nutzt aber in Notfällen mehrfach recht effektiv insbesondere Becketts Zweitwaffe.
Der gefeierte Schriftsteller ist zu Beginn der Serie gelangweilt von seiner Arbeit, weshalb er seine bisherige Derrick-Storm-Buchreihe aufgibt und den titelgebenden Helden sterben lässt. Neuen Schwung bekommt sein Leben, als er von Detective Kate Beckett in einem Mordfall zunächst verdächtigt und dann um Hilfe gebeten wird.
Da er von der Arbeit mit ihr fasziniert ist, beschließt Castle, Beckett und ihr Team dauerhaft zu begleiten, um Ideen für weitere Bücher zu sammeln. Die Erfüllung dieses Wunsches wird durch seine Freundschaft zum New Yorker Bürgermeister möglich.
Beckett ist zunächst nicht begeistert von dem Schriftsteller, der sich in ihre Fälle einmischt, lernt aber seine Fähigkeiten mehr und mehr zu schätzen und betrachtet ihn zunehmend als ihren Partner bei den Ermittlungen. Castle ist mitunter etwas unreif, eitel und überheblich, aber wenn es die Situation erfordert, ist auf ihn immer Verlass.
Castle verwertet seine Erlebnisse bei der Polizeiarbeit schließlich in einer Romanreihe um die fiktive Polizistin Nikki Heat. Diese Figur basiert auf dem Vorbild Becketts, die so wider Willen zu Castles Muse wird. Im Laufe der Zeit entwickelt er Gefühle für die attraktive Ermittlerin und beginnt später auch eine Beziehung mit ihr. Als sie ein Jobangebot vom FBI in Washington bekommt (was das Ende für ihre gemeinsame Tätigkeit bedeuten würde), macht er ihr einen Heiratsantrag, den sie annimmt.
Castle ist finanziell abgesichert. Seine Erfolge als Buchautor haben ihn vermögend gemacht. So schenkt er beispielsweise Becketts Revier einen hochwertigen Kaffeeautomaten, da der Geschmack des Kaffees aus dessen billiger Kaffeemaschine nicht seinen Ansprüchen genügt. Als die Chance besteht, dem Mörder von Becketts Mutter eine Falle zu stellen, indem man ihm für einen fingierten Auftrag 100.000 US-Dollar überweist, stellt Castle diese Summe sofort zur Verfügung, als die Polizei selbst dies nicht schafft. Castle kennt sich in der Welt der Reichen aus, kennt ihre Lokale, ihre Clubs und ihre Verbindungen. Er ist mit den „oberen Zehntausend“ gut vernetzt, pflegt aber auch Kontakte zu eher zweifelhaften Persönlichkeiten und nutzt seine Verbindungen schon mal für eine Flucht aus dem Polizeigewahrsam. Er pflegt selbst exklusive Verbindungen, etwa eine regelmäßige Pokerrunde mit anderen Erfolgsautoren. Ist seine Fantasie darüber, wie er die Täter in seinen Romanen agieren lassen würde, in vielen Fällen schon eine Hilfe für die Polizei, findet er bei seinen Autoren-Kollegen immer wieder noch bessere Motive und nicht selten Lösungsansätze für komplizierte Fälle.
Er ist Mitglied in allen möglichen Clubs und kennt selbst einige Unterweltbosse, hat Kontakte zum syrischen Geheimdienst und lässt bei den Ermittlungen auch schon mal seine Beziehungen spielen. Zu Recherchezwecken für seine Derrick-Storm-Buchreihe war er ein Jahr lang als „Praktikant“ bei der CIA, was – ohne Castles Mitwissen – durch seinen Vater arrangiert worden war.
Castle ist sehr gebildet. Er verfügt über ein fundiertes Wissen über Filme und besitzt durch Buchrecherchen zu seinen vielen Romanen ein unglaubliches Wissen in Kriminalgeschichte, von der Zeit der Prohibition bis hin zu aktuellen Fällen in der Boulevardpresse, in die er auch selbst gelegentlich verstrickt ist. Er hat eine Schwäche für aktuellen Klatsch und Tratsch und kennt sich auch mit Frauenfilmen und -serien aus. Er scheint auch alle Verschwörungstheorien zu kennen und ist in sozialen Netzwerken aktiv. Ferner spricht er Chinesisch – als Begründung gibt er „a TV show I used to love“ an („eine Fernsehserie, die ich liebte“). Das ist eine Anspielung auf die Serie Firefly, in der der Darsteller Fillion ebenfalls die Hauptrolle spielte und in der seine Figur häufig chinesisch sprach.
Generell sprudelt Castle vor möglichen Lösungsideen über und überlegt immer, wie er den Fall in seinen Büchern angelegt hätte. Häufig führen diese Fantasien zu neuen Spuren und Verdächtigen, aber sie gehen Beckett zunächst auf die Nerven – durchaus auch vorsätzlich, denn er liebt es, insbesondere Beckett damit zu provozieren, dass er Aliens, Monster, Geister, Bigfoot, Vampire, Zeitreisen, Zombies oder Ähnliches als Täter ins Spiel bringt. Er besitzt aber durchaus die Gabe, Fälle sehr analytisch zu betrachten. Immer wieder liefert er durch seine Fantasie eine Geschichte zu den Fakten eines Falles, findet nicht selten aber auch Logikfehler, die zunächst Verdächtige als Täter ausschließen oder die wahren Täter entlarven, weil Ereignisse nicht so stattgefunden haben können, wie ein Verdächtiger zu seiner Entlastung behauptet. Castle führt den Erfolg seiner Bücher insbesondere darauf zurück, dass er in ihnen gerade diese Logikfehler vermeidet. Dazu führt er immer wieder nicht nur umfangreiche Recherchen, sondern auch – teilweise aufwändige – praktische Versuche durch, manchmal mit der Hilfe seiner Tochter. Eine dieser Versuchsreihen befähigt Alexis zum Knacken eines Sicherheitsschlosses, nachdem sie in einer späteren Folge entführt worden war.
Das wiederholt gezeigte Haus, in dem sich die Wohnung von Castle befinden soll, steht an 425 Broome Street in Manhattan.

### Kate Beckett
Katherine Houghton Beckett arbeitet als jüngster weiblicher Detective (First Grade) in der Geschichte des NYPD beim Morddezernat. Sie ist immer darum bemüht, die Wahrheit herauszufinden, denkt stets rational und lässt sich daher meistens nicht durch Castles teilweise weit hergeholte Theorien irritieren. Darüber hinaus hat sie ein selbstbewusstes Auftreten, ist verbal wie körperlich schlagfertig und besitzt ein starkes Durchsetzungsvermögen, verfügt gleichzeitig aber auch über viel Feingefühl, was sich beides vor allem in den Vernehmungen zeigt. Diese Eigenschaften sind schließlich Castles Inspiration für die Romanfigur Nikki Heat, deren eher oberflächliche Darstellung Beckett jedoch alles andere als gutheißt. Obwohl sie es Castle gegenüber nie zugibt, ist sie dennoch ein großer Fan des Schriftstellers, dessen Bücher ihr über den Tod ihrer Mutter hinweghalfen. Im späteren Verlauf geht sie schließlich eine Beziehung mit ihm ein und nach einigen Zwischenfällen heiratet sie ihn.
Beckett ist eng mit der Gerichtsmedizinerin Lanie Parish und im späteren Verlauf auch mit Castles Tochter Alexis befreundet.
Ihre Mutter wurde ermordet, als sie 19 Jahre alt war. Da das Verbrechen nie aufgeklärt wurde, hat sie sich nach ihrem überragenden Collegeabschluss dazu entschlossen, trotz vielversprechenderen Karrierechancen als Detective beim NYPD anzufangen. Dabei hat sie anfangs versucht, den Mord an ihrer Mutter selbst aufzuklären, es aber schließlich aufgegeben, zumal sie sich dabei, wie sie selbst sagt, wie eine Süchtige verhielt und den Fall genau wie eine Droge seitdem meidet. Castle hört davon und beginnt eigene Ermittlungen hinter ihrem Rücken. Als sie dies herausfindet, droht sie ihm mit einer Beendigung ihrer Zusammenarbeit, beginnt dann aber nach tatsächlich neuen Hinweisen und Vorfällen wieder zu ermitteln – dieses Mal mit Castle, der ihr emotional den Rücken stärkt. Seine Verbindungen und sein Netzwerk als erfolgreicher Krimiautor erschließen ihr neue Ermittlungsansätze und neue Beweise. Sie entlarvt dabei erfolgreich korrupte Beamte, Auftragsmörder und findet letztlich auch den Mörder ihrer Mutter, den sie später sogar erschießen muss. Das aber ruft auch die damaligen Verantwortlichen auf den Plan. Im Verlauf der Serie gerät sie immer wieder ins Fadenkreuz der Auftraggeber der Mörder ihrer Mutter. Ihr gelingt es schließlich den Mord an ihrer Mutter aufzuklären und Senator William H. Bracken, der den Mord an ihrer Mutter in Auftrag gegeben hat, zu entlarven und ihn später zu verhaften.
Seit der achten Staffel ist Beckett Captain. Es ist einer der Running Gags der Serie, dass Beckett und Castle sich gegenseitig immer wieder ihre Sätze vollenden, dabei im Dialog die Logik der Tat analysieren und nicht selten sagen beide zeitgleich: „Ich weiß, wer der Täter ist!“. Esposito und Ryan fragen sich mehrfach, ob die beiden das heimlich proben.
In der letzten Folge der achten Staffel, sieht man die Zukunft von Beckett und Castle in sieben Jahren. Sie haben eine Tochter, Lily, und die Zwillinge Reece und Jake.

### Javier Esposito
Javier „Espo“ Esposito ist ein Latino und ehemaliger Scharfschütze der Special Forces. Er arbeitet als Detective (second grade) in der Mordkommission beim NYPD. In der 8. Staffel besteht er die Sergeant-Prüfung. Er ist ein Freund und Mitarbeiter von Beckett und Castle sowie der beste Freund und Partner von Kevin Ryan. Er ist immer mal wieder kurzzeitig mit Lanie Parish liiert, wobei sie es ist, die eine längere Verbindung nicht zulässt.
Sein Kleidungsstil ist in der Regel leger. Er kann sehr temperamentvoll sein, denkt immer mit und ist generell sehr zuverlässig. Er kann sich nicht verzeihen, dass sein erster Partner im Dienst getötet wurde, als sie beide an einem Mafiafall arbeiteten. Später kommt der Verdacht auf, dass sein Ex-Partner scheinbar als Mafia-Boss noch lebt, was sich aber als Irrtum herausstellt – er war jahrelang undercover im Einsatz und wird mit seiner Hilfe rehabilitiert.
Javier steht bedingungslos immer hinter Beckett, der er völlig zu Recht blind vertraut. Mit Kevin Ryan kann er sich aber durchaus auch schon mal heftig fetzen und zu Castle steht er nur, wenn er davon überzeugt ist, dass dieser im Sinne Becketts handelt. Letztlich sind aber auch Esposito und Castle eng befreundet.
Esposito schreckt nicht davor zurück, auch körperliche Gewalt anzuwenden; dabei bezwingt er auch körperlich kräftige Gegner ohne Anstrengung. Er ignoriert aber auch schon mal Dienstvorschriften und übergeht sie; er bedroht auch schon mal einen Gangster damit, ihn „in Notwehr“ zu erschießen, wenn er weiter Jugendliche zu kriminellen Taten anstiftet. Er war als Jugendlicher selbst kriminell und ging zur Army, um eine zweite Chance zu bekommen. Bei ihm war es ein Lehrer, der ihn half aus dem kleinkriminellen Umfeld auszusteigen, da dieser in ihm eine Chance sah, an die er selber nicht mehr glaubte. Infolgedessen hilft er Jugendlichen zu ähnlichen Chancen.

### Kevin Ryan
Kevin Ryan hat irische Wurzeln und ist ein ehemaliger Detective des Drogendezernats, für das er als Fenton O’Connell undercover in der irischen Mafia eingeschleust war. Aktuell arbeitet er bei der Mordkommission des NYPD als Teil von Becketts Team. Er ist äußerst korrekt und würde wissentlich nie die Dienstvorschriften missachten. Er ist aber auch sehr intelligent und denkt mit. Als seine Dienstbeflissenheit sich zum Konflikt zu seiner Loyalität zu seinem Team entwickelt, entscheidet er sich für sein Team. Zu seinen Stärken gehören Verhöre, in denen er großen Scharfsinn beweist. Er ist zudem sehr mutig und beweist mehrfach seine große Entschlusskraft.
Er heiratet im Verlauf der Serie seine Freundin Jenny. Er und Jenny haben eine Tochter, die nach ihrer Großmutter Sara Grace benannt ist, und einen Sohn namens Nicholas Javier. In der Regel trägt Kevin Anzug, Weste und Krawatte.

### Alexis Castle
Alexis Castle ist die Tochter von Richard Castle und seiner ersten Frau Meredith. Alexis ist sehr ehrgeizig und oft reifer und verantwortungsbewusster als ihr Vater, bei dem sie wohnt. Bei den Kriminalfällen ihres Vaters gibt sie häufig gute Anregungen. Alexis ist sehr intelligent und zielorientiert. Sie stellt auch schon mal eine Party zurück, um so für eine Prüfung mehr lernen zu können. Jedoch liebt sie es auch, mit ihrem Vater Fantasie-Spiele real spielen zu können. Sie steht ihrem Vater emotional sehr nah und erzählt ihm fast alles.

### Martha Rodgers
Martha Rodgers ist die Mutter von Castle. Sie ist eine mittelmäßig erfolgreiche Schauspielerin und wohnt bei ihrem Sohn, nachdem sie von ihrem Ex um all ihr Geld gebracht wurde. Sie gibt Castle häufig gute Tipps, wenn es Probleme mit Alexis oder Beckett gibt. Nach dem Tod ihres Verlobten Chad erbt sie eine Million Dollar und eröffnet mit diesem Geld eine Schauspielschule.
Sie lebt wie eine Diva nicht zuletzt auch auf Kosten ihres Sohnes. Sie bemühte sich ihm eine gute Mutter zu sein, was ihr aber nicht immer gelang.
Sie ist zumeist extravagant gekleidet.
Ihr Ex-Ehemann ist nicht der Vater von Castle. Castles Vater war nur ein One-Night-Stand, an den sie aber immer mal wieder schwärmerisch zurückdenkt. Sie kennt aber nicht mal seinen Namen. Später stellt sich heraus, dass er ein Geheimagent ist. Er wollte sie nicht in Gefahr bringen, da er nicht zu Unrecht befürchtet, dass man sie gegen ihn als Erpressungsmittel missbrauchen könnte. Tatsächlich passiert das auch, jedoch kann er alle Gegner töten. Er ist über Castle und Alexis bestens informiert und rettet ihnen auch das Leben.

### Lanie Parish
Dr. Lane „Lanie“ Parish ist eine sorgsame Gerichtsmedizinerin und enge Vertraute von Kate Beckett. Kurzzeitig ist sie mit Javier Esposito liiert, die beide führen eine On-Off-Beziehung. In der vierten Staffel absolviert Alexis ein Praktikum bei ihr. Lanie Parish erkennt als erste, dass Beckett langsam Gefühle für Castle entwickelt und ermuntert sie immer wieder, sich ihm zu öffnen. Dass Castle auf Beckett steht, ist für sie mehr als offensichtlich.

### Roy Montgomery
Roy Montgomery ist bis Ende der dritten Staffel der Vorgesetzte von Beckett, Ryan und Esposito, zu denen er ein freundschaftliches Verhältnis pflegt. Er ist verheiratet und hat zwei Töchter und einen Sohn. Im Zuge der Ermittlungen zu der Verschwörung um den Tod von Becketts Mutter wird er erschossen bzw. opfert sich, da er – so stellt es sich nach und nach heraus – selbst darin verwickelt war.

### Victoria Gates
Victoria Gates ist Captain Montgomerys Nachfolgerin und wird aufgrund ihrer strengen Vorgehensweise Iron Gates (Wortspiel „die eisernen Tore“) genannt. Im Gegensatz zu ihrem Vorgänger ist sie sehr darauf bedacht, die Vorschriften einzuhalten. Daher hält sie zunächst nicht viel von Castles und Becketts Zusammenarbeit, muss aber aufgrund der guten Beziehung Castles zum Bürgermeister nachgeben. Mit der Zeit erkennt sie Castles Talent bei der Lösung von Kriminalfällen an. Als Castles Tochter entführt wird, steht sie aber voll hinter ihm und sichert Beckett mehr als deutlich zu, jede Aktion zu decken oder zu verantworten, die sie oder ihr Team zur Befreiung von Castles Tochter für notwendig erachten. Ihre Schwester ist Staatsanwältin, das Verhältnis zwischen beiden ist schwierig. Im Verlauf der Serie zeigt sich jedoch, dass hinter ihrer strengen Fassade und der unnahbaren Art ein Mensch steckt, der sich durchaus Sorgen um sein Team macht. Sie hofft, so offenbart sie sich Beckett, dass sie von ihren Untergebenen einmal dieselbe Loyalität und dasselbe Vertrauen bekommt wie seinerzeit Montgomery. Victoria Gates taucht zu Beginn der achten Staffel nicht mehr auf, da Beckett der neue Captain des 12. Reviers wird.

## Nebenfiguren
Sidney Perlmutter
Sidney Perlmutter (gespielt von Arye Gross) ist wie Lanie Parish Gerichtsmediziner und vertritt diese gelegentlich. Er hat eine Abneigung gegenüber Castle und zeigt diese offen, was zu ironisch-witzigen Dialogen führt.
Jenny Ryan
Jenny Ryan (Juliana Dever) ist die Freundin und spätere Ehefrau von Detective Kevin Ryan. Das Paar hat eine Tochter, die nach ihrer Großmutter Sara Grace benannt ist, und einen Sohn namens Nicholas Javier.
Tory Ellis
Tory Ellis (Maya Stojan) ist eine Computerforensikerin der NYPD Crime Scene Unit. Sie trägt mit ihrer Expertise zur Aufklärung einiger Fälle bei.
Tom Demming
Tom Demming (Michael Trucco) ist ein Detective. Mit ihm ist Beckett zeitweilig liiert.
Gina Cowell
Gina Cowell (Monet Mazur) ist Castles Verlegerin und zweite Ex-Frau.
Josh Davidson
Josh Davidson (Victor Webster) ist ein Herzchirurg, der Beckett nach dem Attentat auf sie das Leben rettet und mit ihr einige Zeit liiert ist.
Michael Smith
Michael Smith (Geoff Pierson) ist ein früherer Weggefährte von Roy Montgomery und verfügt über Informationen über die Ermordung von Becketts Mutter, was ihn dazu veranlasst, stets im Hintergrund zu agieren, um sich nicht in Gefahr zu bringen.
William H. Bracken
William H. Bracken (Jack Coleman) ist ein einflussreicher Senator. Er hatte den Mord an Kates Mutter in Auftrag gegeben, weil sie seinen kriminellen Machenschaften auf die Schliche gekommen war. Er wird zu Beginn der 8. Staffel im Gefängnis ermordet.
Jackson Hunt/Anderson Cross
Jackson Hunt (James Brolin) ist Richard Castles Vater und ein hochrangiger aktiver Special Agent der CIA. Angeblich ist Jackson Hunt jedoch aus dem Geheimdienst ausgeschieden und zu einer lebenslangen Haftstrafe verurteilt worden; außerdem soll er aus einem Hochsicherheitsgefängnis ausgebrochen sein und dabei drei Aufseher getötet haben. Offiziell existiert er nicht mehr.
Seine Aufträge erhält er von höchster Stelle und besitzt die höchstmögliche Sicherheitsfreigabe innerhalb der CIA. Castles Vater wird dabei ausschließlich in den gefährlichsten und heikelsten Missionen eingesetzt. Am Ende der Folge In geheimer Mission (Staffel 6, Folge 12) sagt er, sein Job sei es Menschen zu töten und Geheimnisse der CIA zu bewahren. Er war es auch, der Castle die Recherchen für seine Derrick Storm-Bücher ermöglichte.
Sowohl Jackson Hunt als auch Anderson Cross sind Decknamen, der richtige Name von Castles Vater ist unbekannt.
Jim Beckett
Jim Beckett (Scott Paulin) ist der Vater von Kate Beckett und wegen ihres gefährlichen Berufs stets besorgt um seine Tochter. Er arbeitet in der Justiz und liebt wie seine Tochter Baseball.
Pi
Pi (Myko Olivier) ist in der sechsten Staffel der Freund von Castles Tochter Alexis. Er ist ein fanatischer Öko-Fundamentalist, legt keinerlei Wert auf Ordnung und verwandelt jeden Raum in ein Chaos, was Castle nach Pis Okkupation seiner Wohnung schmerzvoll nicht nur in seiner Küche erleben muss. Er zählt in New York Bienen, und Alexis ist so vernarrt in ihn, dass sie sich eine gemeinsame Wohnung nehmen. Die Beziehung ist aber nicht von Dauer und letztlich bittet Alexis ihren Vater wieder heim zu dürfen, was dieser ohnehin schon immer wollte.
Rachel McCord
Special Agent Rachel McCord (Lisa Edelstein) ist die Partnerin von Beckett während ihrer Zeit beim FBI. Wird zu Beginn der 8. Staffel ermordet bzw. kommt bei einem Autounfall ums Leben, was aber nur erwähnt wird.
Jerry Tyson
Jerry Tyson (Michael Mosley) ist ein Psychopath und kriminelles Genie, das Castle, Beckett und den Rest des Teams einige Male im Laufe der Serie in große Gefahr bringt und der wegen seiner Unberechenbarkeit zu den gefährlichsten Feinden zählt. Tyson ist auch bekannt als der „Dreifach-Mörder“, da er stets drei Frauen auf die gleiche bestialische Art und Weise ermordet, ehe er wieder untertaucht und sein Vorgehen einige Zeit später wiederholt. Mitten in der siebten Staffel wird er von Detective Esposito erschossen.
Dr. Carter Burke
Dr. Carter Burke (Michael Dorn) ist ein Psychiater, den Kate Beckett nach dem Attentat auf sie mehrere Male aufsucht.
Johanna Beckett
Johanna Beckett war verheiratet mit Jim Beckett und ist die Mutter von Kate Beckett, der sie sehr nahestand. Sie war Anwältin und wurde unter mysteriösen Umständen in einer dunklen Gasse ermordet, als Beckett 19 Jahre alt war. Dieser Umstand war der Grund, warum sich ihre Tochter trotz vielversprechenderer Optionen entschied, als jüngster weiblicher Detective beim NYPD anzufangen. Die Figur der Johanna Beckett taucht in der Serie nicht persönlich, sondern nur auf verschiedenen Fotografien auf, da die Ermordung im Zeitraum der ersten Staffel bereits ein paar Jahre zurückliegt.
Ethan Slaughter
Ethan Slaughter (Adam Baldwin) ist ein Detective vom Gang-Dezernat. Castle löst zwei Fälle mit ihm. Slaughter neigt zur übermäßigen Gewaltanwendung im Dienst, was ihm immer wieder Schwierigkeiten mit seinen Vorgesetzten einbringt. Einerseits bewundert Castle Slaughter für seine raue Art, andererseits hat er vor Slaughter auch etwas Angst, da er Castle immer wieder in gefährliche Situationen bringt. Trotz ihrer sehr unterschiedlichen Art werden die beiden Freunde.
Mason Wood
Mason Wood (Gerald McRaney) ist der Vorsitzende der GDS (Greatest Detectives Society), einem exklusiven Detektivclub in Los Angeles. Er lädt u. a. Castle zum Wettbewerb zur Aufklärung des Mordes an einem Mitglied ein, um die frei gewordene Mitgliedschaft zu vergeben. Später entpuppt er sich als CIA-Agent und die mächtige Person hinter Bracken, wobei LokSat der Deckname für seine nicht legalen Operationen außerhalb der CIA ist.
Caleb Brown
Der Pflichtverteidiger Caleb Brown (Kristoffer Polaha) hat periodischen Telefonkontakt zu LokSat, von dem er Befehle erhält. Er übergibt sein Handy und taucht unter. Im „Cliffhanger“-Serienende der 8. Staffel wird sein Tod vorgetäuscht und, nachdem LokSat beseitigt scheint, wartet er in der Wohnung von Castle und Beckett, um beide niederzuschießen.

## Besetzung und Synchronisation
Die deutsche Synchronisation entstand nach einem Dialogbuch und unter der Dialogregie von Horst Müller und wurde durch das Synchronunternehmen Antares Film GmbH aus Berlin hergestellt.
| Rollenname                  | Schauspieler          | Bild                  | Auftritte       | Synchronsprecher      |
| --------------------------- | --------------------- | --------------------- | --------------- | --------------------- |
| Richard Castle              | Nathan Fillion        | Nathan Fillion        | 1.01–8.22       | Tobias Kluckert       |
| Det./Capt. Kate Beckett     | Stana Katić           | Stana Katić           | 1.01–8.22       | Victoria Sturm        |
| Det. /Serg. Javier Esposito | Jon Huertas           | Jon Huertas           | 1.01–8.22       | Felix Spieß           |
| Det. Kevin Ryan             | Seamus Dever          | Seamus Dever          | 1.01–8.22       | Rainer Fritzsche      |
| Dr. Lanie Parish            | Tamala Jones          | Tamala Jones          | 1.01–8.22       | Martina Treger        |
| Alexis Castle               | Molly C. Quinn        | Molly C. Quinn        | 1.01–8.22       | Jill Schulz           |
| Martha Rodgers              | Susan Sullivan        | Susan Sullivan        | 1.01–8.22       | Katarina Tomaschewsky |
| Captain Roy Montgomery      | Ruben Santiago-Hudson | Ruben Santiago-Hudson | 1.01–3.24, 6.22 | Erich Räuker          |
| Captain Victoria Gates      | Penny Johnson Jerald  | Penny Johnson Jerald  | 4.01–7.23       | Liane Rudolph         |
| Hayley Vargas/Shipton       | Toks Olagundoye       | Toks Olagundoye       | 8.01–8.22       | Katrin Zimmermann     |

## Episoden
Die Fernsehserie umfasst acht Staffeln mit 173 Episoden.

## Ausstrahlung

### Vereinigte Staaten
Die erste Staffel besteht aus 10 Folgen und wurde in den USA vom 9. März bis zum 11. Mai 2009 auf ABC ausgestrahlt. Am 15. Mai 2009 gab ABC bekannt, dass es eine zweite Staffel von Castle geben wird. Die zweite Staffel wurde vom 21. September 2009 bis zum 17. Mai 2010 ausgestrahlt. Am 30. März 2010 verlängerte ABC Castle für eine dritte Staffel mit 24 Folgen, die vom 20. September 2010 bis zum 16. Mai 2011 ausgestrahlt wurde. Am 10. Januar 2011 verlängerte ABC die Serie um eine vierte Staffel, die zwischen dem 19. September 2011 und dem 7. Mai 2012 ausgestrahlt wurde. Drei Tage nach dem Beenden der Ausstrahlung folgte die Bekanntgabe über die Produktion einer fünften Staffel, deren Ausstrahlung am 24. September 2012 begann. Das Staffelfinale wurde am 13. Mai 2013 gezeigt. Die sechste Staffel startete am 23. September 2013 bei ABC und lief bis zum 12. Mai 2014. Kurz vor Ende der 6. Staffel wurde bekannt gegeben, dass es eine siebte Staffel mit vorgesehenen 23 Episoden geben wird. Die siebte Staffel wurde zwischen dem 29. September 2014 und dem 11. Mai 2015 und die achte und letzte Staffel vom 21. September bis zum 16. Mai 2016 auf ABC ausgestrahlt.

### Deutschland
Die höchste Zuschauerzahl wurde mit 2,43 Mio. Zuschauer am 14. September 2014 auf Sat.1 gemessen.
 Es lief die 16. Episode der sechsten Staffel.
| Staffel | Episoden | Sender     | Sendezeitraum                 | Einschaltquoten      | Einschaltquoten       | Einschaltquoten       | Einschaltquoten        | Quelle |
| Staffel | Episoden | Sender     | Sendezeitraum                 | Reichweite (ab 3 J.) | Marktanteil (ab 3 J.) | Reichweite (14–49 J.) | Marktanteil (14–49 J.) | Quelle |
| ------- | -------- | ---------- | ----------------------------- | -------------------- | --------------------- | --------------------- | ---------------------- | ------ |
| 1       | 10       | kabel eins | 6. Feb. – 10. Apr. 2010       | 1,17 Mio.            | 3,7 %                 | 0,59 Mio.             | 4,9 %                  | [ 10 ] |
| 2       | 2        | kabel eins | 17. – 24. Apr. 2010           | 1,01 Mio.            | 3,2 %                 | 0,66 Mio.             | 5,6 %                  | [ 11 ] |
| 2       | 22       | kabel eins | 24. Sep. 2010 – 25. Feb. 2011 | 1,01 Mio.            | 3,2 %                 | 0,66 Mio.             | 5,6 %                  | [ 11 ] |
| 3       | 12       | kabel eins | 4. Mär. – 20. Mai 2011        | 1,06 Mio.            | 3,5 %                 | 0,68 Mio.             | 6,3 %                  | [ 12 ] |
| 3       | 12       | kabel eins | 9. Sep. – 18. Nov. 2011       | 1,01 Mio.            | 3,4 %                 | 0,58 Mio.             | 5,3 %                  | [ 13 ] |
| 4       | 12       | kabel eins | 2. Mär. – 25. Mai 2012        | 1,15 Mio.            | 3,8 %                 | 0,62 Mio.             | 5,9 %                  | [ 14 ] |
| 4       | 11       | kabel eins | 21. Sep. – 7. Dez. 2012       | 1,15 Mio.            | 3,8 %                 | 0,62 Mio.             | 5,9 %                  | [ 14 ] |
| 5       | 12       | kabel eins | 1. Feb. – 26. Apr. 2013       | 1,33 Mio.            | 4,2 %                 | 0,73 Mio.             | 6,7 %                  | [ 15 ] |
| 5       | 9        | Sat.1      | 29. Jul. – 16. Sep. 2013      | 2,20 Mio.            | 7,4 %                 | 1,00 Mio.             | 9,1 %                  | [ 16 ] |
| 5       | 3        | kabel eins | 20. Dez. 2013 – 3. Jan. 2014  |                      |                       |                       |                        |        |
| 6       | 15       | kabel eins | 3. Jan. – 11. Apr. 2014       | 1,48 Mio.            | 4,7 %                 | 0,80 Mio.             | 7,3 %                  | [ 17 ] |
| 6       | 8        | Sat.1      | 14. Sep. – 2. Nov. 2014       | 1,63 Mio.            | 8,4 %                 | 0,86 Mio.             | 10,4 %                 | [ 18 ] |
| 7       | 12       | Sat.1      | 2. Feb. – 27. Apr. 2015       | 1,88 Mio.            | 8,3 %                 | 0,85 Mio.             | 10,1 %                 | [ 19 ] |
| 7       | 11       | Sat.1      | 11. Jan. – 8. Feb. 2016       | 1,96 Mio.            | 6,0 %                 | 0,95 Mio.             | 8,6 %                  | [ 19 ] |
| 8       | 10       | Sat.1      | 15. Feb. – 21. Mär. 2016      | 1,82 Mio.            | 6,0 %                 | 0,82 Mio.             | 7,9 %                  | [ 20 ] |
| 8       | 12       | Sat.1      | 11. Jul. – 22. Aug. 2016      | 1,82 Mio.            | 6,0 %                 | 0,82 Mio.             | 7,9 %                  | [ 20 ] |

Im deutschen Free-TV läuft die Serie seit dem 6. Februar 2010 beim Privatsender kabel eins bzw. seit dem 29. Juli 2013 beim Privatsender Sat.1.
Kabel eins strahlte zunächst bis April 2013 die ersten vier Staffeln (mit Unterbrechungen) und die ersten zwölf Episoden der fünften Staffel aus. Dabei strahlte kabel eins die erste Staffel sowie die ersten zwei Folgen der zweiten Staffel samstags aus. Am 24. September 2010 wechselte kabel eins den Sendeplatz und setzte die Ausstrahlung der zweiten Staffel am Freitag fort. Seither werden die Erstausstrahlungen der Staffeln auf kabel eins immer freitags ausgestrahlt.
Für die Fortsetzung der fünften Staffel ab dem 29. Juli 2013 wechselte die Serie zum Schwestersender Sat.1. Auch der Sendeplatz wurde zum Montag gewechselt. Aufgrund einer Programmänderung, bei der Sat.1 die Fortsetzung der ersten Staffel von Elementary um zwei Wochen nach vorne zog, blieben die vorvorletzte und die letzte Episode der fünften Staffel unausgestrahlt. Kabel eins zeigte die Weihnachtsfolge sowie die anderen beiden ausgelassenen Episoden der fünften Staffel freitags aufgeteilt vom 20. Dezember 2013 bis zum 3. Januar 2014. Anschließend hatte am 3. Januar 2014 die Ausstrahlung der sechsten Staffel begonnen und legte nach 15 Episoden eine Sommerpause ein. Die restlichen Folgen wurden von Sat.1 sonntags ausgestrahlt. Die siebte sowie achte Staffel wurden montags auf Sat.1 ausgestrahlt.
Im deutschen Pay-TV läuft die Serie seit 2013 bei Universal Channel.
Außerdem steht die komplette Serie auf dem Streamingdienst Disney+ zum Abruf bereit.

### Schweiz
Der Schweizer Fernsehsender SRF zwei sendete die erste Staffel vom 23. November 2009 bis zum 1. Februar 2010. Am 5. Juli 2010 begann die Ausstrahlung der zweiten Staffel. Nach der elften Folge wurde sie am 23. August 2010 für knapp einen Monat unterbrochen und vom 27. September bis zum 20. Dezember 2010 wieder fortgesetzt. Die Ausstrahlung der dritten Staffel begann am 5. September 2011 und wurde am 6. Februar 2012 mit der 21. Episode der Staffel (Tod im Pool) vorzeitig beendet. Erst vom 4. bis zum 25. Januar 2014 zeigte SRF zwei die restlichen drei Episoden der dritten Staffel. Den ersten Teil (Episode 1–12) der vierten Staffel strahlte der Sender 3+ zuvor schon vom 31. März bis zum 8. Juni 2012 in abweichender Reihenfolge aus. Den restlichen Teil zeigte der damals neue Sender 4+ im weiteren Verlauf des Jahres 2012.
Bisher (Stand: Februar 2016) wurden in der deutschsprachigen Schweiz nur die ersten vier Staffeln ausgestrahlt. In der französischsprachigen Schweiz sind bis Ende 2016 sieben der acht Staffeln gesendet worden.

### Österreich
Der Fernsehsender Puls 4 sendete die ersten beiden Staffeln von Januar bis August 2012 mit einer kurzen Unterbrechung. Von März bis August 2014 wurden die dritte und vierte Staffel ausgestrahlt und Juni bis August 2015  die fünfte Staffel. Seither wurden keine weiteren Staffeln ausgestrahlt (Stand: Februar 2016).

## Bücher
In der Serie schreibt Castle ein Buch mit dem Namen Heat Wave über die Titelheldin Nikki Heat. ABC veröffentlichte das Buch als ein reales Buch unter der ISBN 978-1-4013-2382-0 mit Richard Castle als Autor. Außerdem veröffentlichte ABC die erste Hälfte des Buches in wöchentlichen Teilen auf ihrer Webseite. Das komplette Buch wurde im September 2009 veröffentlicht. Es stieg auf Platz 26 in der New York Times-Bestsellerliste ein. Das Buch stieg in der vierten Woche auf Platz 6 der Liste. Heat Wave wurde am 27. Juli 2010 als Taschenbuch unter der ISBN 978-1-4013-1040-0 veröffentlicht und stieg auf Platz 34 in der New York Times Best Seller Paperback Mass-Market list ein.
Naked Heat, die Fortsetzung von Heat Wave wurde am 28. September 2010 unter der ISBN 978-1-4013-2402-5 veröffentlicht. Es stieg auf Platz 7 in der New York Times-Bestsellerliste ein. ABC veröffentlichte auch beim zweiten Buch einige Kapitel im Voraus online zur Promotion.
Im September 2011 erschien ein dritter Teil der Nikki-Heat-Bücherreihe mit dem Titel Heat Rises sowie ein Comic über Richard Castles ehemaligen Titelhelden Derrick Storm mit dem Titel Castle: Richard Castle’s Deadly Storm.
Die ersten beiden Bücher wurden bereits ins Französische und Spanische übersetzt. Der Verlag Cross Cult veröffentlichte die deutschen Ausgaben der ersten beiden Bände im März und Juni 2012. Mitte Oktober 2012 ist der dritte deutschsprachige Band erschienen. März 2013 wurde Band 4 und Dezember 2013 Band 5 veröffentlicht. Die ersten drei Teile erschienen zudem als Hörbuch (Sprecher: David Nathan, der auch Synchronsprecher von Nathan Fillion in Firefly – Der Aufbruch der Serenity war).

### Nikki-Heat-Reihe
- Heat Wave – Hitzewelle (ISBN 978-3-86425-007-1)
- Naked Heat – In der Hitze der Nacht (ISBN 978-3-86425-008-8)
- Heat Rises – Kaltgestellt (ISBN 978-3-86425-009-5)
- Frozen Heat – Auf dünnem Eis (ISBN 978-3-86425-010-1)
- Deadly Heat – Tödliche Hitze (ISBN 978-1-4013-2480-3)
- Raging Heat – Wütende Hitze (ISBN 978-1-4013-2481-0)
- Driving Heat – Treibende Hitze (ISBN 978-3-86425-798-8)
- High Heat – Unter Feuer (ISBN 978-1-4847-8150-0)
- Heat Storm – Hitzesturm (ISBN 978-3-95981-192-7)
- Crashing Heat – Drückende Hitze (ISBN 978-3-86425-868-8)

### Derrick-Storm-Reihe
- A Brewing Storm – Ein Sturm zieht auf (ISBN 978-3-86425-062-0)
- A Raging Storm – Im Auge des Sturms (ISBN 978-3-86425-063-7)
- A Bloody Storm – Vom Sturm getrieben (ISBN 978-3-86425-064-4)
- Storm Front – Sturmfront (Derrick Storm) (ISBN 978-3-86425-290-7)
- Wild Storm – Wilder Sturm (Derrick Storm) (ISBN 978-3-86425-297-6)

### Comics
- Castle: Richard Castle’s Deadly Storm (Englischsprachig, ISBN 978-0-7851-5327-6)
- Castle: Richard Castle’s Storm Season (Englischsprachig, ISBN 978-0-7851-6482-1)
- Castle: Richard Castle’s A Calm Before Storm (Englischsprachig, ISBN 978-0-7851-6818-8)

## Auszeichnungen
Emmys
- 2009: Nominierung in der Kategorie Musikkomposition für eine Serie für Robert Duncan (für Folge: Blumen für dein Grab)

Satellite Awards
- 2009: Nominierung in der Kategorie Beste Darstellerin in einer Serie – Drama für Stana Katic
- 2009: Nominierung in der Kategorie Bester Darsteller in einer Serie – Drama für Nathan Fillion

Motion Picture Sound Editors Awards (Golden Reel Award)
- 2010: Nominierung in der Kategorie Short Form Music in Television für Folge: Famous Last Words

People’s Choice Awards
- 2012: Gewinner in der Kategorie Beste Krimiserie
- 2012: Gewinner in der Kategorie Bester Darsteller in einer Serie – Drama für Nathan Fillion
- 2013: Nominierung in der Kategorie Beste Darstellerin in einer Serie – Drama für Stana Katic
- 2013: Gewinner in der Kategorie Beste Krimiserie
- 2013: Gewinner in der Kategorie Bester Darsteller in einer Serie – Drama für Nathan Fillion
- 2014: Nominierung in der Kategorie Beste Chemie auf dem Bildschirm – Castle & Beckett
- 2014: Nominierung in der Kategorie Bromance – Ryan & Esposito
- 2014: Gewinner in der Kategorie Beste Krimiserie
- 2014: Gewinner in der Kategorie Beste Darstellerin in einer Serie – Drama für Stana Katic
- 2015: Nominierung in der Kategorie Beste Chemie auf dem Bildschirm – Castle & Beckett
- 2015: Gewinner in der Kategorie Beste Krimiserie
- 2015: Gewinner in der Kategorie Beste Darstellerin in einer Serie – Drama für Stana Katic
- 2015: Gewinner in der Kategorie Bester Darsteller in einer Serie – Drama für Nathan Fillion
- 2016: Nominierung in der Kategorie Beste Krimiserie
- 2016: Gewinner in der Kategorie Beste Darstellerin in einer Serie – Drama für Stana Katic
- 2016: Gewinner in der Kategorie Bester Darsteller in einer Serie – Drama für Nathan Fillion

## DVD-Veröffentlichungen
Vereinigte Staaten
- Staffel 1 erschien am 22. September 2009
- Staffel 2 erschien am 21. September 2010
- Staffel 3 erschien am 20. September 2011
- Staffel 4 erschien am 11. September 2012
- Staffel 5 erschien am 10. September 2013
- Staffel 6 erschien am 16. September 2014
- Staffel 7 erschien am 1. September 2015
- Staffel 8 erschien am 23. August 2016

Deutschland
- Staffel 1 erschien am 6. Mai 2010
- Staffel 2 erschien am 24. März 2011
- Staffel 3 erschien am 1. Dezember 2011
- Staffel 4 erschien am 5. Dezember 2012
- Staffel 5 erschien am 5. Dezember 2013
- Staffel 6 erschien am 20. November 2014
- Staffel 7 erschien am 25. Februar 2016
- Staffel 8 erschien am 10. November 2016

## Trivia
- In der Pilotfolge der Serie (und auch in weiteren Folgen) sind der US-amerikanische Bestsellerautor James Patterson, der Krimiautor Michael Connelly sowie der Produzent und Autor Stephen J. Cannell in einem Cameo-Auftritt beim Pokerspiel mit Castle zu sehen.
- In der Folge Vampir Wochenende (Staffel 2, Folge 6) verkleidet sich Castle am Anfang der Folge als Weltraumcowboy (englisch Space Cowboy). Er trägt das Originalkostüm seiner Rolle als „Malcolm Reynolds“ (kurz „Mal [Reynolds]“) in der Science-Fiction-Serie Firefly – Der Aufbruch der Serenity und dem Kinofilm Serenity – Flucht in neue Welten. Seine Tochter meint jedoch, das Kostüm wäre unpassend, da er es vor fünf Jahren schon einmal getragen habe.
- In der Folge Eine Rose für immer und ewig (A Rose For Everafter) verabschiedet sich Kyra Blaine (Alyssa Milano) in Abwandlung eines bekannten Zitats aus Casablanca von Castle mit den Worten "Of all the murders, in all the cities, at all the weddings... and you walk into mine"[34].
- In der Folge Tick, Tick, Tick… (Staffel 2, Folge 17) sieht sich Castles Mutter den Film Der unglaubliche Hulk von 1977 an. Susan Sullivan spielt darin die Rolle als Dr. Elaina Marks. Als Castle sich zu seiner Mutter setzt, ist sie in der eingeblendeten Szene des Films kurz zu sehen.
- In der Folge Akte X (Staffel 3, Folge 9) gibt es eine weitere Anspielung auf Firefly. Castle spricht dort einen Satz auf Mandarin. Auf die Frage, woher er das könne, meint er: „Aus einer Serie, die ich sehr mag.“ In Firefly gehört Chinesisch zu den Standardsprachen.
- In der Folge Mord im Weltall (Staffel 5, Folge 6) lästert Castle über eine Science-Fiction-Serie, die bereits nach zwölf Folgen abgesetzt wurde. Auf Becketts erstaunten Kommentar, dass sie dachte, er sei ein Sci-Fi-Fan, erwidert er: „Nur gute Serien: Star Trek, Battlestar und diese Joss-Whedon-Show“. Mit letzterer ist Firefly von Joss Whedon gemeint, die ebenfalls nach elf bzw. zwölf Episoden abgesetzt wurde.[35] Außerdem gibt es in der Folge Anspielungen auf Raumschiff Enterprise. Regisseur der Folge ist Jonathan Frakes, der Darsteller des William T. Riker aus Raumschiff Enterprise: Das nächste Jahrhundert. Er ist auch als Fan zu sehen, der sich zu Beginn der Episode von Castle ein Autogramm geben lässt. Als Händler tritt in dieser Folge Armin Shimerman auf, der den Ferengi Quark aus Star Trek: Deep Space Nine spielte.
- Obwohl Beckett im Zwölften Polizeibezirk (12th Precinct) arbeitet (Fahrstuhltür, Obduktionsbericht), wird während der ersten drei Staffeln als Polizeiwache ein Gebäude gezeigt, über dessen Eingang  „9th Precinct“ steht. Es handelt sich dabei um das real existierende 9th Precinct des NYPD.
- Das Gebäude des Zwölften Bezirks ist dasselbe, das in der Serie Kojak – Einsatz in Manhattan als Polizeiwache des Dreizehnten Bezirks dient.
- In der Folge „In guten wie in schlechten Zeiten“ (Staffel 6, Folge 23) wird Becketts „Mann“ Rogan O’Leary von Eddie McClintock gespielt, der auch Pete Lattimer in Warehouse13 verkörpert. In Warehouse13 ist Lattimer für eine geheime Organisation tätig, die jenseits der offiziellen Kommandostruktur operiert, und muss sich öfter als FBI-Agent ausgeben und zu ungewöhnlichen Mitteln greifen, um ans Ziel zu kommen. Im Laufe der Folge erwähnen Ryan und Esposito, dass O’Leary sich in den vergangenen Jahren (neben weiteren Verfehlungen) unter anderem schon fälschlicherweise als FBI-Agent ausgegeben hat.
- Im Kinofilm Percy Jackson – Im Bann des Zyklopen spielt Nathan Fillion den Götterboten Hermes und macht sich darüber lustig, wie zwei der Protagonisten gegenseitig ihre Sätze vervollständigen. Auch Beckett und Castle vervollständigen gegenseitig ihre Sätze und werden damit gelegentlich ebenfalls aufgezogen.[36]
- In der vierten Folge der ersten Staffel von Missing liest ein Protagonist die Rückseite eines Buchs, das von Richard Castle rezensiert wurde.
- In der Folge Zeitreise in die Siebziger (Staffel 6, Folge 20) spielen die Schauspieler Rollen aus einst bekannten TV-Krimiserien aus diesem Jahrzehnt wie z. B. Starsky & Hutch (Ryan und Esposito), Kojak – Einsatz in Manhattan (Castle) und Make-up und Pistolen (Beckett).
- In der Folge Bis dass der Tod uns scheidet (Staffel 4, Folge 11) gibt es mehrere Anspielungen auf How I Met Your Mother.
- In der Folge Zu Tode erschreckt (Staffel 5, Folge 17) gibt es Anspielungen auf diverse Horrorfilme, wie z. B. Ring und Das Schweigen der Lämmer. Darüber hinaus hat Regisseur und Horrorfilm-Legende Wes Craven (Nightmare – Mörderische Träume) einen Gastauftritt.
- In der Folge Wenn der Ast bricht (Staffel 2, Folge 5) bekommt Castle von seiner Agentin (Debi Mazar) das Angebot, einen James-Bond-Roman zu schreiben. Tatsächlich wird der Name des weltberühmten Geheimagenten in der Folge kein einziges Mal erwähnt, sondern nur umschrieben.
- In der Folge B wie Bürgermeister (Staffel 4, Folge 12) führen die Ermittlungen in den Sexshop „Dial a Goddess“. Eine der Telefonistinnen ist True-Blood-Darstellerin Kristin Bauer van Straten, die mit osteuropäischem Akzent in ihr Headset säuselt: „Ich bin ein Vampir, und mit meinen scharfen Zähnen werde ich dich festhalten, während ich dich aussauge.“
- In der Folge Der Brite (Staffel 4, Folge 20) ermittelt Beckett undercover mit einem britischen Ermittler des Scotland Yard; hier gibt es mehrere Anspielungen auf die James-Bond-Filme. Beckett-Darstellerin Stana Katić spielte tatsächlich im Bond-Film Ein Quantum Trost gegen Ende des Films eine kanadische Agentin.
- In der Folge Das Fenster zum Hof (Staffel 5, Folge 19) fragt Castle, wie viele Fälle er mit Beckett schon gelöst hat, worauf sie antwortet: „Keine Ahnung, vielleicht 100?“ Tatsächlich handelt es sich um die 100. Episode der Serie. Auch der Blutfleck im Intro hat in dieser Folge die Form einer 100.
- In der Folge Der Club der Meisterdetektive (Staffel 8, Folge 14) begegnet Castle der Detektivin Kendall Frost, die von Summer Glau gespielt wird, und meint, sie zu kennen. Tatsächlich spielte Summer Glau neben Nathan Fillion eine Hauptrolle in der Serie Firefly – Der Aufbruch der Serenity und im Film Serenity – Flucht in neue Welten.